# Buffaloland Provincial Park
Buffaloland Provincial Park är en park i Kanada.   Den ligger i provinsen Prince Edward Island, i den östra delen av landet, 1 000 km öster om huvudstaden Ottawa. Buffaloland Provincial Park ligger 46 meter över havet.
Terrängen runt Buffaloland Provincial Park är platt. Runt Buffaloland Provincial Park är det glesbefolkat, med 9 invånare per kvadratkilometer.. Närmaste större samhälle är Montague, 7,8 km norr om Buffaloland Provincial Park. 
Omgivningarna runt Buffaloland Provincial Park är en mosaik av jordbruksmark och naturlig växtlighet.